# Кристиан Броки
Кристиан Броки (на италиански: Cristian Brocchi) е италиански футболист, полузащитник.

## Биография
Роден е на 30 януари 1976 г. в град Милано, Италия. През 1994 г. започва да играе в младежкия отбор на Милан, но професионалната му кариера започва през 1995 г. в Про Сесто като преотстъпен от Милан. След това играе в АС Лумедзане, ФК Верона, и Интер. От 2001 г. е състезател отново на родния Милан. Преотстъпен е на Фиорентина за сезон 2005 – 2006 г. и от 2006 г. отново е в Милан. През лятото на 2008 г. преминава в римския Лацио. Играл е един мач в националния отбор на своята страна през 2006 г. в приятелската среща Италия-Турция на 15 ноември. През 2003 г. и 2007 г. печели с Милан КЕШ. През 2003 г. печели с Милан Суперкупата на Европа.